# نوريا بريمس
نوريا بريمس (بالإسبانية: Núria Prims) هي ممثلة مسرح وتلفزيون وأفلام إسبانية، ولدت في 29 سبتمبر 1972 في برشلونة في إسبانيا.

## روابط خارجية
- نوريا بريمس على موقع IMDb (الإنجليزية)
- نوريا بريمس على موقع روتن توميتوز (الإنجليزية)
- نوريا بريمس على موقع ألو سيني (الفرنسية)
- نوريا بريمس على موقع قاعدة بيانات الفيلم (الإنجليزية)
- نوريا بريمس على موقع كينوبويسك (الروسية)

لا توجد روابط لمواقع التواصل الاجتماعي.